# Murtala Mohammed

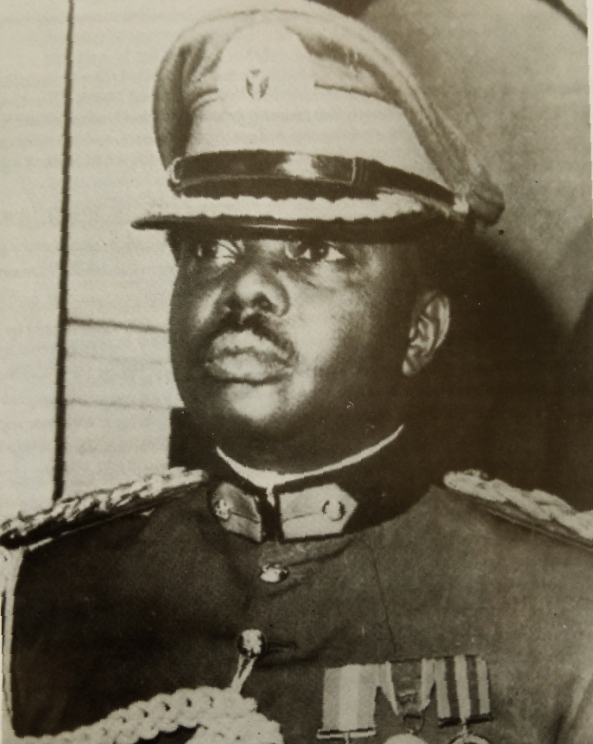
General Murtala Mohammed

Murtala Ramat Mohammed (* 8. November 1938 in Kano; † 13. Februar 1976 in Lagos) war von 1975 bis 1976 Staatspräsident von Nigeria.

## Soldat
Mohammed trat 1958 in die nigerianische Armee ein. Er erhielt seine militärische Ausbildung in Großbritannien, darunter in Sandhurst. Als Leutnant nahm er 1962 an der Operation der Vereinten Nationen in Kongo teil. Danach diente er in Fernmeldeeinheiten.
Sein Onkel, Alhaji Inua Wade wurde 1965 Verteidigungsminister.
Er opponierte gegen das Militärregime von Johnson Aguiyi-Ironsi, das seit einem Putsch am 15. Januar 1966 regierte und war Anführer eines weiteren Putsches vom 29. Juli 1966, der diesem ein Ende bereitete. Hintergrund war der Konflikt zwischen dem Norden Nigerias, aus dem Mohammed stammte und dem Süden, den Ironsi vertrat. Er leitete dabei die wichtige Einnahme des Flughafens von Ikeja. Er hatte zunächst vor, den Putsch als ersten Schritt zur Abspaltung des überwiegend islamischen Nordens von Nigeria zu nutzen, gab diese Absicht aber dann auf. Ergebnis des Putsches war eine neue Militärregierung unter General Yakubu Gowon.
Im kurz darauf einsetzenden Biafra-Krieg war er Kommandeur der 2. Infanterie-Division. Nach der Rückeroberung der Stadt Benin im September sowie dem Massaker von Asaba im Oktober 1967 wurde neben Truppen Biafras zunächst auch Mohammed zu Unrecht beschuldigt, 5,6 Millionen US-Dollar aus einer dortigen Bank gestohlen zu haben. 1968 wurde er zum Oberst befördert und versetzt, 1971 wurde er Brigadegeneral.

## Präsident
Am Jahrestag des letzten Putsches wurde die Regierung des gerade zu einem Gipfel der Organisation für Afrikanische Einheit nach Kampala abgereisten Gowon am 29. Juli 1975 von Murtala Mohammed gestürzt, er wurde selber Präsident sowie Oberbefehlshaber der Armee und setzte ein Demokratisierungsprogramm in Gang. Durch eine Verwaltungsreform wurde die Zahl der nigerianischen Bundesstaaten von 12 auf 19 erhöht.
Am 13. Februar 1976, nur sechs Monate nach seiner Machtergreifung, wurde er bei einem ansonsten gescheiterten Putschversuch auf dem Weg zur Arbeit in Lagos tödlich verletzt. Die Putschisten besetzten den Radiosender, gaben aber rasch auf. Nach dem Attentat wurden einige Verdächtige festgenommen und exekutiert. Sein Stellvertreter Olusegun Obasanjo wurde am folgenden Tag sein Nachfolger und übergab die Macht planmäßig 1979 an eine Zivilregierung. Eine wichtige Entscheidung seiner Präsidentschaft war, die Hauptstadt von Lagos nach Abuja zu verlegen.
Aufgrund seines weitreichenden Reformprogrammes, das während des Ölbooms, in den „guten Jahren“ in der Geschichte Nigerias, begonnen wurde, ist Mohammed auch lange nach seinem Tod noch populär.

## Trivia

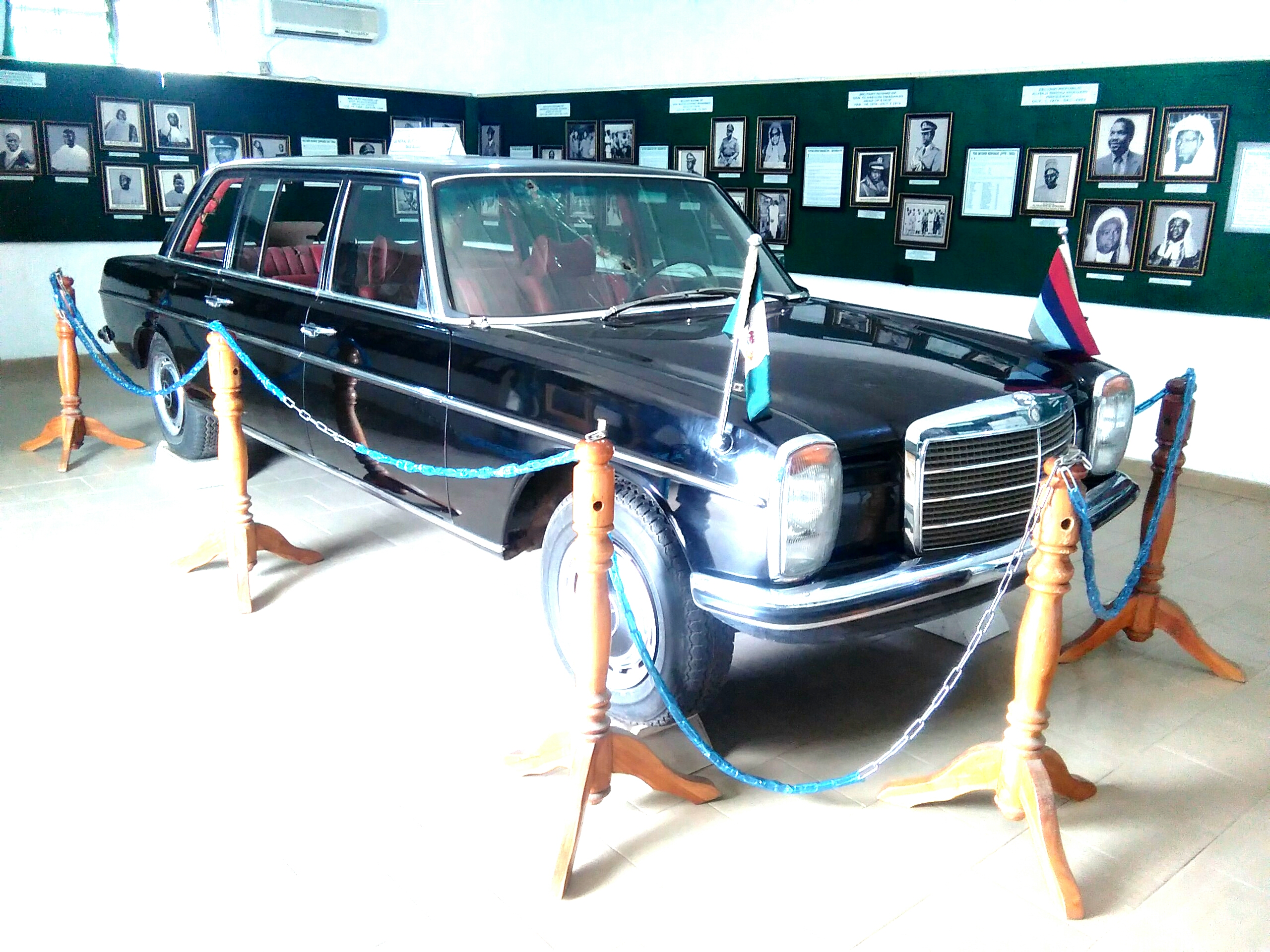
Im Nationalmuseum ausgestellter Mercedes, in dem Murtala Mohammed erschossen wurde.

- Nach seinem Tod schrieb Miriam Makeba ein Lied über ihn.
- Der internationale Flughafen von Lagos in Ikeja wurde ihm zu Ehren in Murtala Mohammed International Airport umbenannt.
- Der Mercedes-Benz /8, in dem er erschossen wurde, wird im Nationalmuseum von Lagos ausgestellt.
- Sein Porträt ist auf dem 20-Naira-Schein abgebildet.